# Rafiq Hüseynov
Rafiq Radik oğlu Hüseynov (ur. 16 maja 1988) – azerski zapaśnik walczący w stylu klasycznym. Brązowy medalista olimpijski z Tokio 2020 w kategorii 77 kg i jedenasty w Paryżu 2024 w kategorii do 87 kg. Mistrz świata w 2021 i 2023; drugi w 2019; piąty w 2009, 2010 i 2022 roku. 
Mistrz Europy w 2011, 2020 i 2022; trzeci w 2018. Srebrny medalista igrzysk europejskich w 2015. Triumfator igrzysk wojskowych w 2015; drugi w 2019. Wojskowy wicemistrz świata w 2016 i trzeci w 2018. Triumfator igrzysk Solidarności Islamskiej w 2021 i drugi w 2017.
Pierwszy w Pucharze Świata w 2015; drugi w 2009, 2012, 2017 i 2022; trzeci w 2013 i czwarty w 2011. Trzeci na mistrzostwach Świata juniorów w 2007 i 2008 i mistrz Europy w 2008. Mistrz kraju w 2011 i 2012, drugi w 2010 i 2014 i trzeci w 2013 roku.